# Draft WNBA 2017
2016 2018
La draft WNBA 2017 est la cérémonie annuelle de la draft WNBA lors de laquelle les franchises de la WNBA choisissent les joueuses dont elles pourront négocier les droits d’engagement. Les joueuses disputant leur première saison professionnelle sont appelées rookies.
La cérémonie est organisée le 13 avril 2017 au Samsung 837 New York avec une diffusion télévisée sur ESPN2 pour le premier tour et ESPNU pour les suivants
Le choix s'opère dans un ordre déterminé par le classement de la saison précédente, les équipes les plus mal classées sur les deux dernières saisons obtenant les premiers choix. Sont éligibles les joueuses américaines ou scolarisées aux États-Unis allant avoir 22 ans dans l'année calendaire de la draft, ou diplômées ou ayant entamé des études universitaires quatre ans auparavant. Les joueuses « internationales » (ni nées ni ne résidant aux États-Unis) sont éligibles si elles atteignent 20 ans dans l'année suivant la draft.

## Loterie de la draft
La seizième loterie de la draft WNBA 2017 parrainée par State Farm est télédiffusée pour le cinquième fois sur ESPN2 mercredi 28 juillet 2016 avec un tirage organisé à la mi-temps de la demi-finale des play-offs 2016 entre Phoenix et Minnesota. Elle rassemble les quatre équipes non qualifiées pour les play-offs de la saison WNBA 2016 classées dans l'ordre inverse de leur bilan. N'ayant remporté que 15 victoires en deux ans, les Stars de San Antonio disposeront de 442 chances sur 1000 de retenir le premier choix de la draft. Le Sun du Connecticut et les Wings de Dallas suivent avec tous deux 29 victoires et donc 227 chances sur 1000, les Wings ayant le plus mauvais classement en 2016 (11 victoires contre 14 pour le Sun). Le choix de draft du Sun ayant été envoyé aux Sparks, la franchise de Los Angeles choisit à la place de celle du Connecticut. Les Mystics ferment le rang avec 31 victoires et donc seulement 104 chances sur 1000 d'obtenir le premier choix de la draft. Hormis les quatre premiers choix du premier tour, l'ordre des autres choix est déterminé sur la seule base des bilans victoires-défaites de la seule saison WNBA 2016.
Le premier choix est remporté par l'équipe ayant le plus de chances de le remporter, les Stars de San Antonio, qui obtiennent pour la première fois de leur histoire ce droit de choisir en premier. Bien qu'ayant elle le moins de chances, ce sont les Mystics de Washington qui remportent le second choix. Wings de Dallas et Sparks de Los Angeles concluent les lottery picks.
| Équipe                                            | Bilan 2015-2016 | Bilan 2016 | Chances à la loterie | Choix | Choix | Choix | Choix | Choix |
| Équipe                                            | Bilan 2015-2016 | Bilan 2016 | Chances à la loterie | 1er   | 2e    | 3e    | 4e    |       |
| ------------------------------------------------- | --------------- | ---------- | -------------------- | ----- | ----- | ----- | ----- | ----- |
| Stars de San Antonio                              | 15-53           | 07-27      | 44,2 %               |       |       |       |       |       |
| Wings de Dallas                                   | 29-39           | 11-23      | 22,7 %               |       |       |       |       |       |
| Sparks de Los Angeles (via le Sun du Connecticut) | 29-39           | 14-20      | 22,7 %               |       |       |       |       |       |
| Mystics de Washington                             | 31-37           | 13-21      | 10,4 %               |       |       |       |       |       |
| en jaune l’équipe désignée.                       |                 |            |                      |       |       |       |       |       |

## Joueuses invitées
Dix joueuses sont invitées à assister à la cérémonie :
- Kelsey Plum (Washington)
- Alaina Coates (South Carolina)
- Kaela Davis (South Carolina)
- Allisha Gray (South Carolina)
- Alexis Jones (Baylor)
- Shatori Walker-Kimbrough (Maryland)
- Sydney Wiese (Oregon State)
- Nia Coffey (Northwestern)
- Erica McCall (Stanford)
- Brionna Jones (Maryland).

## Transactions
Le 1er mars 2016, Erin Phillips est échangée par les Sparks de Los Angeles avec le 5e choix de la draft 2016 et un choix du premier tour de la draft 2017 et envoyée aux Wings de Dallas contre le 6e choix de la draft 2016 et Riquna Williams.
Le soir de la draft WNBA 2016, le 14 avril 2016, le Sun envoie Chelsea Gray et son premier choix de la draft 2017, les 15e et 23e choix de 2016 aux Sparks de Los Angeles contre le 6e choix de la draft Jonquel Jones et le 17e choix
Avant lé début de la saison WNBA 2016, le 2 mai 2016, Shoni Schimmel échangée par le Dream contre le deuxième tour de la draft 2017 de Liberty de New York. Le 7 mai 2016, Monique Currie est transférée aux Stars de San Antonio contre un second tour de la draft 2017. Ce dernier choix est envoyé  25 juin 2016 au Sun du Connecticut dans le cadre du transfert concernant Kelsey Bone.  
Le 10 mai 2016, Layshia Clarendon est transférée par le Fever de l'Indiana au Dream d'Atlanta contre un second tour de la draft 2017 et le lendemain , c'est la suédoise Amanda Zahui B. qui est échangée par Dallas avec le Liberty de New York contre un second tour de la draft 2017.
Le 30 janvier 2017, les Mystics de Washington transfèrent Kia Vaughn et Bria Hartley au Liberty de New York, alors que la pivot du Liberty Carolyn Swords est envoyée au Storm de Seattle. Washington récupère du Storm le sixième choix de la draft, alors que les Mystics et le Storm échangent leurs choix de second tour.
Le 31 janvier 2017, Isabelle Harrison est échangée avec et le cinquième choix de la draft WNBA 2017 par le Mercury avec les Stars en échange de l'arrière All-Star Danielle Robinson.
Le lendemain de la draft, le Sky acquiert l'ailière du Lynx Keisha Hampton en échange de l'intérieure Chantel Osahor choisie au second tour,.

## Faits notables
Trois championnes NCAA avec South Carolina sont choisies à la draft : Alaina Coates en deuxième choix par Sky de Chicago, Allisha Gray (qui avait encore une année d'éligibilité en universitaire) en quatrième choix par Wings de Dallas et Kaela Davis en dixième choix également par les Wings.

## Draft

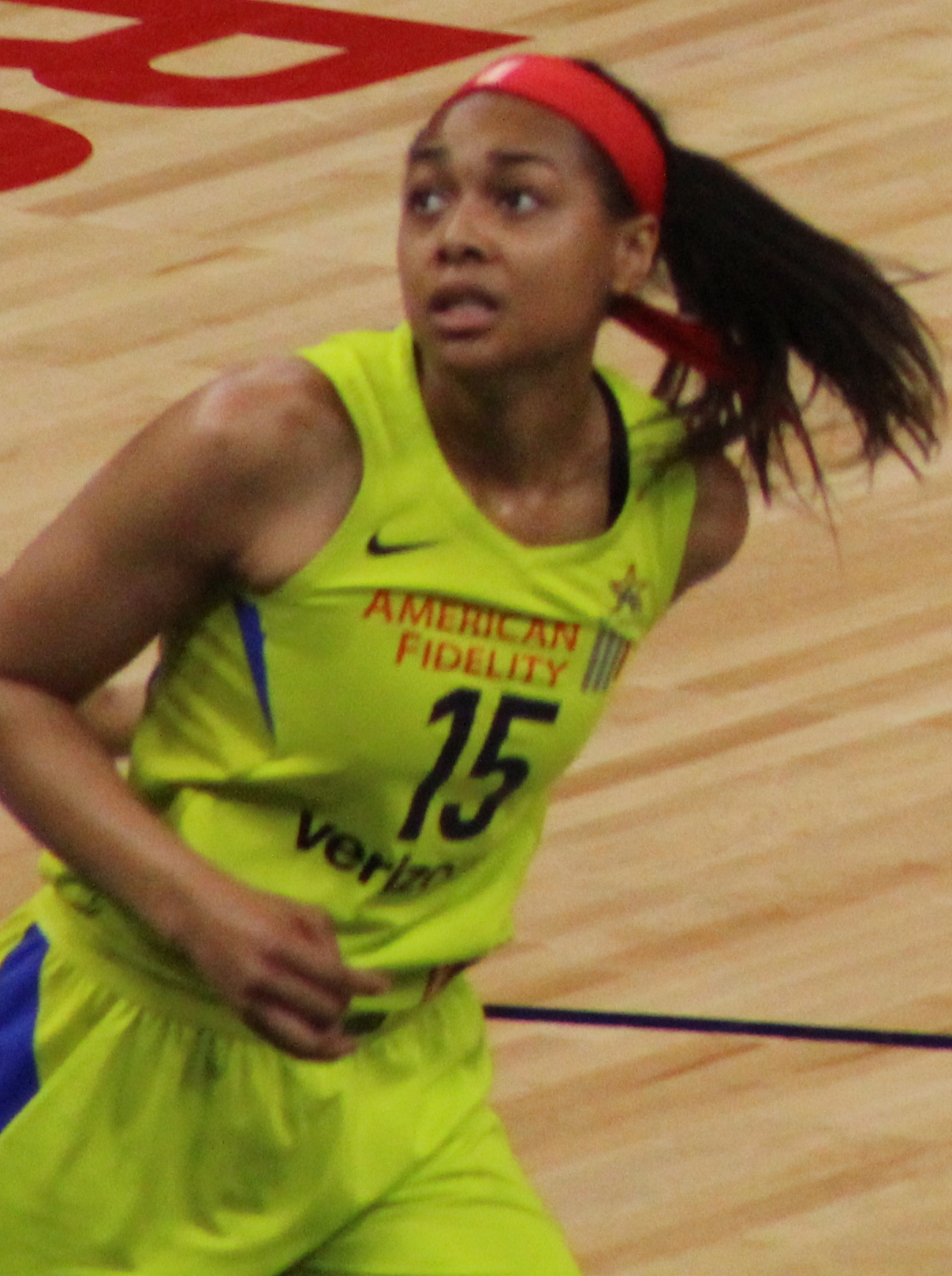
Allisha Gray, 4e choix de la Draft 2017

### Légende
|   | Signale une joueuse qui a été intronisé au Basketball Hall of Fame                                                         |
|   | Signale une joueuse qui a été sélectionnée pour au moins un match annuel WNBA All-Star Game et une sélection All-WNBA Team |
|   | Signale une joueuse qui a été sélectionnée pour au moins un match annuel WNBA All-Star Game                                |
|   | Signale une joueuse qui a été sélectionnée pour au moins une sélection All-WNBA Team                                       |
| R | Signale la joueuse qui a remporté le titre de WNBA Rookie of the Year                                                      |

### Premier tour
| Choix | Nom                      | Position      | Nationalité | Équipe                                         | Provenance     |
| ----- | ------------------------ | ------------- | ----------- | ---------------------------------------------- | -------------- |
| 1     | Kelsey Plum              | Meneuse       | États-Unis  | Stars de San Antonio                           | Washington     |
| 2     | Alaina Coates            | Pivot         | États-Unis  | Sky de Chicago (via les Mystics)               | South Carolina |
| 3     | Evelyn Akhator           | Ailière forte | Nigeria     | Wings de Dallas                                | Kentucky       |
| 4     | Allisha Gray R           | Arrière       | États-Unis  | Wings de Dallas (via le Sun et les Sparks)     | South Carolina |
| 5     | Nia Coffey               | Ailière       | États-Unis  | Stars de San Antonio (via le Mercury)          | Northwestern   |
| 6     | Shatori Walker-Kimbrough | Arrière       | États-Unis  | Mystics de Washington (via le Storm)           | Maryland       |
| 7     | Brittney Sykes           | Meneuse       | États-Unis  | Dream d'Atlanta                                | Syracuse       |
| 8     | Brionna Jones            | Ailière forte | États-Unis  | Sun du Connecticut (via le Fever de l'Indiana) | Maryland       |
| 9     | Tori Jankoska            | Meneuse       | États-Unis  | Sky de Chicago                                 | Michigan State |
| 10    | Kaela Davis              | Ailière       | États-Unis  | Wings de Dallas (via le Liberty)               | South Carolina |
| 11    | Sydney Wiese             | Meneuse       | États-Unis  | Wings de Dallas (via les Sparks)               | Oregon State   |
| 12    | Alexis Jones             | Meneuse       | États-Unis  | Lynx du Minnesota                              | Baylor         |

### Deuxième tour
| Choix | Nom                | Position      | Nationalité | Équipe                               | Provenance              |
| ----- | ------------------ | ------------- | ----------- | ------------------------------------ | ----------------------- |
| 13    | Shayla Cooper      | Ailière       | États-Unis  | Sun du Connecticut                   | Ohio State              |
| 14    | Lindsay Allen      | Meneuse       | États-Unis  | Liberty de New York                  | Notre Dame              |
| 15    | Alexis Peterson    | Meneuse       | États-Unis  | Storm de Seattle (via les Mytics)    | Syracuse                |
| 16    | Leticia Romero     | Meneuse       | Espagne     | Sun du Connecticut                   | Florida State           |
| 17    | Erica McCall       | Ailière       | États-Unis  | Fever de l'Indiana (via le Mercury)  | Stanford                |
| 18    | Jennie Simms       | Meneuse       | États-Unis  | Mystics de Washington (via le Storm) | Old Dominion            |
| 19    | Jordan Reynolds    | Arrière       | États-Unis  | Dream d'Atlanta                      | Tennessee               |
| 20    | Feyonda Fitzgerald | Arrière       | États-Unis  | Fever de l'Indiana                   | Temple                  |
| 21    | Chantel Osahor     | Ailière forte | États-Unis  | Sky de Chicago                       | Washington              |
| 22    | Ronni Williams     | Ailière       | États-Unis  | Fever de l'Indiana (via le Liberty)  | Florida                 |
| 23    | Breanna Lewis      | Pivot         | États-Unis  | Wings de Dallas (via les Sparks)     | Kansas State            |
| 24    | Lisa Berkani       | Meneuse       | France      | Lynx du Minnesota                    | USO Mondeville (France) |

### Troisième tour
| Choix | Nom                | Position | Nationalité | Équipe                | Provenance                    |
| ----- | ------------------ | -------- | ----------- | --------------------- | ----------------------------- |
| 25    | Schaquilla Nunn    | Ailière  | États-Unis  | Stars de San Antonio  | Tennessee                     |
| 26    | Saniya Chong       | Arrière  | États-Unis  | Wings de Dallas       | Connecticut                   |
| 27    | Mehryn Kraker      | Ailière  | États-Unis  | Mystics de Washington | Green Bay Phoenix (en)        |
| 28    | Jessica January    | Arrière  | États-Unis  | Sun du Connecticut    | DePaul                        |
| 29    | Alexis Prince      | Ailière  | États-Unis  | Mercury de Phoenix    | Baylor                        |
| 30    | Lanay Montgomery   | Pivot    | États-Unis  | Storm de Seattle      | West Virginia                 |
| 31    | Oderah Chidom      | Ailière  | États-Unis  | Dream d'Atlanta       | Duke                          |
| 32    | Adrienne Motley    | Arrière  | États-Unis  | Fever de l'Indiana    | Miami                         |
| 33    | Makayla Epps       | Arrière  | États-Unis  | Sky de Chicago        | Kentucky                      |
| 34    | Kai James          | Pivot    | États-Unis  | Liberty de New York   | Florida State                 |
| 35    | Saicha Grant-Allen | Pivot    | Canada      | Sparks de Los Angeles | Dayton Flyers (en)            |
| 36    | Tahlia Tupaea (en) | Arrière  | Australie   | Lynx du Minnesota     | Sydney Uni Flames (Australie) |

### Joueuse notables non draftés
| Nom              | Position | Nationalité | Provenance           |
| ---------------- | -------- | ----------- | -------------------- |
| Karlie Samuelson | Arrière  | Royaume-Uni | Cardinal de Stanford |